# Чернов, Константин Давидович
Константи́н Дави́дович (или Константи́н Давы́дович) Черно́в — (1842 год, Гродненская губерния — 11 июля 1877, Одесса, Российская империя) — подполковник корпуса морской артиллерии, участник Русско-турецкой войны.

## Биография
Происходил из дворян Гродненской губернии. Сын поручика. Родился в 1842 году. Первоначальное воспитание получил в Полоцком кадетском корпусе, из которого перешёл в Константиновское военное училище. В офицеры произведён 16 июля 1860 года в десятый стрелковый батальон поручиком, в выпускном списке Чернов был отмечен «отличнейшим». Через два года он поступил в Михайловскую академию. 8 сентября 1865 года Чернов окончил курс высшего образования и перешёл в корпус морской артиллерии поручиком".
«В том же году 14 сентября поручик Чернов был назначен в комиссию морских артиллерийских опытов, в которой он и состоял до 23 декабря 1868 года когда он был назначен членом артиллерийского отделения морского технического комитета». 31 марта 1868 года получил чин штабс-капитана, 1 января 1873 года произведен в капитаны, а 4 апреля 1876 года — в подполковники.
Во всё время своей службы «в морском ведомстве он занимался испытаниями и изысканиями над различными усовершенствованиями морской артиллерии». По его проектам изготовлены батареи для фрегатов «Свѣтлана» и «Генералъ-Адмиралъ». «Под его непосредственным руководством на броненосной батарее „Первенецъ“ производились испытания автоматической пальбы из орудий по системе А. Давыдова, и для устройства этой системы на пароходе „Веста“ был командирован на Чёрное море».
Во время русско-турецкой войны (1877—1878) «в виду установки мортир на некоторых судах Черноморского флота командирован в Севастополь для устройства автоматической стрельбы на этих судах из мортир». «Добровольно принял участие в экспедиции парохода „Веста“». 11 июля 1877 года во время боя с турецким броненосцем «Фетхи-Буленд» Чернов, обратился к командиру Баранову и шёпотом передал последнему, что роль его, как управляющего прибором для автоматической стрельбы кончается; неприятель так близко приближается к нам, что эти аппараты работают, но помочь нечем не могут. Баранов поручил тогда Чернову попробовать сделать ещё сосредоточенный залп. Этот залп сошёлся с неприятельским, нанёсшим первый и страшный удар. Снаряды турецкого броненосца ударили в корму: капитанский вельбот разлетелся в щепы, верхняя палуба была пробита, а одна бомба лопнула частью в жилой, а частью на верхней палубе. Внизу эта бомба произвела пожар, который грозил страшным взрывом, так как загорелось подле крюйт-камеры, где хранится порох. На верхней же палубе разрыв её был ужасен: он залил палубу кровью, уничтожил одну из мортир и, перебивши все проводники автоматического аппарата, положил на месте полковника Чернова и прапорщика Яковлева. Когда упал Чернов он весь был залит кровью; осколком бомбы ему от левого паха своротило всю брюшную полость: «сердце было видать» — рассказывал один матрос.
Несмотря на такую ужасную и безусловно смертельную рану, Чернов в продолжение нескольких мгновений ещё жил. Он даже поднялся на ноги, обнял близстоящего матроса, затем снова упал, успев сказать:
«Прощайте!… На корме не забудьте… Заряжено… действуйте!»
С этими словами он и умер.

## В литературе
- Веникеев Евгений Витальевич. Звёздный час «Весты». — Симферополь: Таврия, 1989.